# 監警有道
《監警有道系列》（英語：IPCC Files Series）是香港電台電視部與獨立監察警方處理投訴委員會（簡稱監警會）合作攝製的時裝劇集系列。

## 外部連結
- 香港電台節目網站 - 監警有道(第一輯) （页面存档备份，存于）
- 香港電台節目網站 - 監警有道(第二輯) （页面存档备份，存于）